# سیکیم
سیکیم (به انگلیسی:Sikkim) ایالتی است در شمال شرقی کشور هندوستان که در دامنه هیمالیا واقع است.
این ایالت کمترین جمعیت در هند را دارد و پس از گوا دومین ایالت کوچک هند به‌شمار می‌آید. جمعیت ایالت سیکیم در سال ۲۰۱۱ میلادی برابر با ۶۰۷٬۶۸۸ نفر بود.
مرکز این ایالت شهر گنگتوک است.

## نام
ریشه نام سیکیم را از ترکیب دو واژه «سو» و «خییم» در زبان نپالی لیمبو دانسته‌اند که واژه اولی به معنای نو و دومی به معنای سرای است. گفته می‌شود که «سرای نو» به کاخ نخستین فرمانروای این منطقه یعنی فونتسوگ نامگیال اشاره دارد. نام تبتی برای سیکیم، «درنجونگ» و به معنی «دره برنج» است. مردم لپچا، که ساکنان اصلی سیکیم هستند این سرزمین را «نیه-مائه-اِل» می‌نامیدند که به معنی «بهشت» است. در تاریخ‌نامه‌ها، سیکیم را ایندراکیل می‌نامیدند، به معنای «باغ ایندرا (ایزد جنگ).»

## ساکنین مهم
کارماپا لاما سومین رهبر بزرگ تبتی در این شهر در تبعید به سر می‌برد.

## تاریخ
قلمرو سیکیم در زمان استعمار بریتانیا جزء مستعمرات این امپراتوری نبود و با پذیرش قدرت و تسلط بریتانیایی‌ها، تحت الحمایت این امپراتوری استقلال داخلی خود را حفظ کرد. با خروج نیروهای غربی از هندوستان، منطقهٔ سیکیم تحت‌الحمایه قلمرو هند درآمد و مدتی بعد جزئی از این کشور شده و تشکیلات سیاسی داخلی خود را از دست داد. 